# Lefkáda
Lefkáda (más nevein Leukasz vagy Lefkasz, görög: Λευκάδα Lefkáda, ógörög: Λευκάς Lefkász) a Jón-szigetek egyike Görögország nyugati részén. Tulajdonképpen félsziget, a szárazföldtől egy lagúnába torkolló, keskeny tengeri csatorna választja el, átvágva azt a mocsaras földszorost, amely a szigetet a szárazfölddel kötötte össze.
A szárazfölddel mesterséges töltés és szétnyitható híd köti össze. Legfőbb települése és székhelye az azonos nevű Lefkáda, mely a sziget ÉK-i csücskében fekszik a szárazföldre vezető híd lábánál. A város lakossága 14 000 fő volt 2001-ben.
Területe 336 km², É-D-i hosszúsága 35 km, K-Ny-i szélessége 15 km. Lakossága 22 600 fő volt 2011-ben, népsűrűsége 67 fő/km².

## Történelem
Lefkasz városát Kr. e. 640-ben alapították a csatornaépítő korinthosziak. Kr. e. 230-Kr. e. 167 között Akarnania fővárosa volt, ami a sziget szárazföldhöz való tartozását erősítette.
A középkorban, 1200-1479-ig frankok, majd a törökök uralták, akik 1684-ig maradtak. Lefkáda az egyetlen jón sziget volt, amelyen a törökök megvetették lábukat. Mindez a szárazföld közelségének következménye volt.
1684-től a velencei uralom kezdetétől, a többi "hét sziget" történelmében osztozott.
A múltban a Jón-szigetek közül Lefkádán pusztítottak leggyakrabban földrengések; a 15. század óta 25 földrengés volt. (Ezért sem építik magasra az itteni épületeket.)

## Főbb látnivalók
- Ajiosz Dimitrosz és Ajiosz Menasz 13. századi templomok (Lefkáda város)
- Szanta Maura erődítmény. A frankok építették a 13. században, majd a törökök és a velenceiek is átépítették. (Lefkáda várossal szemben a szárazföldön áll)

A szigetnek szép strandjai vannak és hegyvidéki tája is vonzó természetileg. Túrázásra igen alkalmas terület.

## Fordítás
Ez a szócikk részben vagy egészben  a   Lefkada című angol Wikipédia-szócikk fordításán alapul.  Az eredeti cikk szerkesztőit annak laptörténete sorolja fel. Ez a jelzés csupán a megfogalmazás eredetét és a szerzői jogokat jelzi, nem szolgál a cikkben szereplő információk forrásmegjelöléseként.